# メアリ・ウルストンクラフト

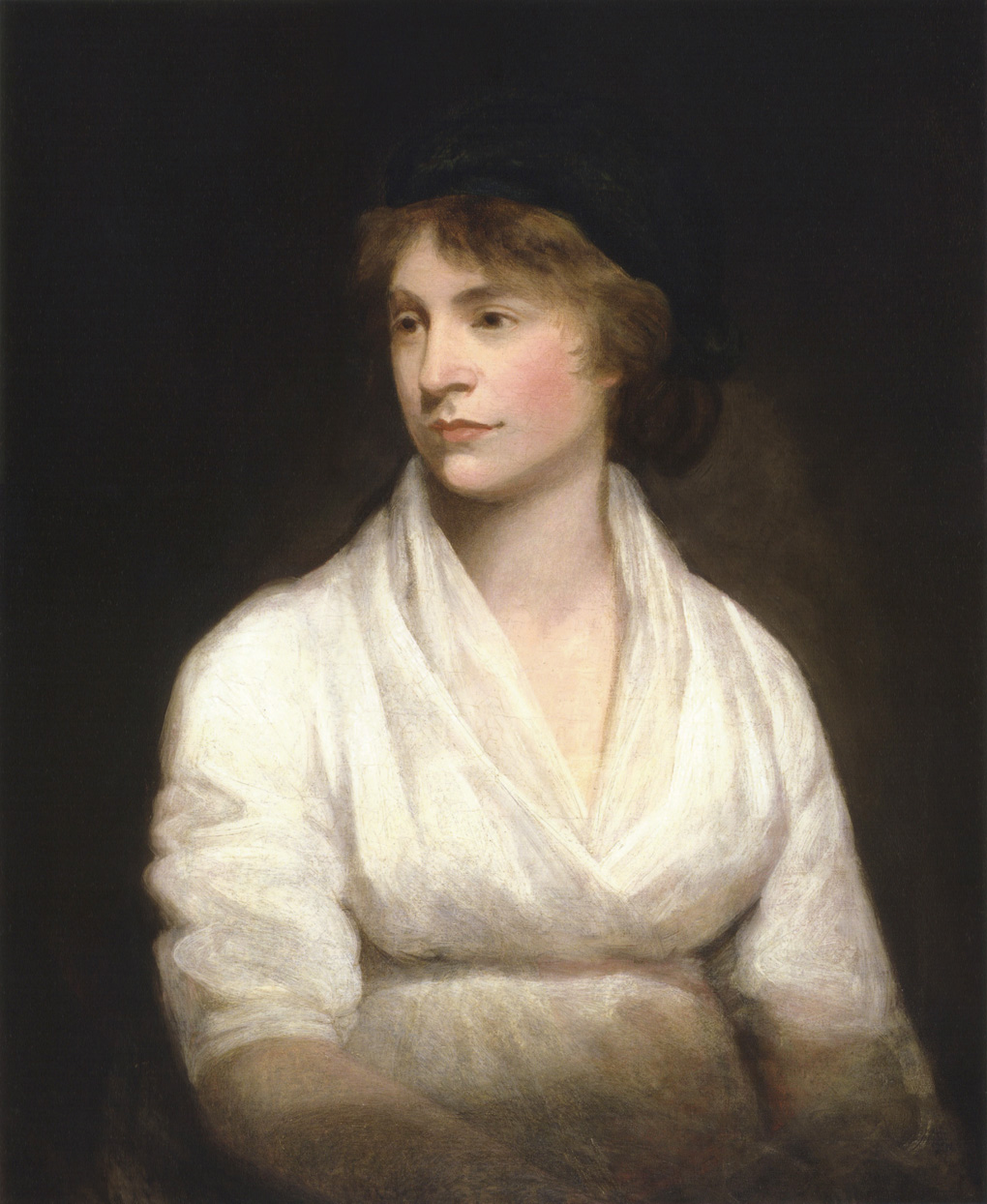
メアリ・ウルストンクラフト

メアリ・ウルストンクラフト（英: Mary Wollstonecraft、1759年4月27日 - 1797年9月10日）は、イギリスの社会思想家で、作家、フェミニズムの先駆者である。主著『女性の権利の擁護』を代表として、複数の啓蒙的な著作で、男女の同権、教育の機会均等等を提唱し、女性なる存在のありようについて考察した。娘に小説『フランケンシュタイン』で有名になったメアリ・シェリー がいる。

## 生涯と活動

### 誕生と家族
- 1759年、グレートブリテン王国の首都ロンドンで、イングランド系アイルランド人の家庭に、六人の子供の第二子として誕生。父エドワードは、専制君主的な人物で、メアリの母や家族に対し暴力をふるい、威圧的な態度で接する。エドワードは豊かな財産を相続したが、無益な事業に浪費し、イギリスを転々とする。
- 1778年、19歳でメアリは自活するため家を出る。
- 1780年、母エリザベスは病気で死亡。
- 1783年に、メアリは重病の姉妹イライザを看護し、乱暴者の夫から助け、離婚が成立するまで匿う。メアリとイライザたちは学校を設立。
- 1787年、『少女の教育についての論考』（Thoughts on the Education of Daughters）という162頁のパンフレットを執筆する。この著作はメアリに利益をもたらし、彼女は文筆で身を立てることを決意。

### 作家ウルストンクラフト
- 1787年、メアリ・ウルストンクラフトはロンドンに移り、彼女の本の出版者であり、急進的書籍を企画していたジョゼフ・ジョンソンに会い、作家として生計を立てる決意を述べ、ジョンソンはこれを歓迎する。メアリは多数の小編、翻訳、抄訳、等を執筆する。
- 1788年、ジョンソンが雑誌『分析的書評』（Analytical Review) を創刊すると、メアリは雑誌の常連投稿者となる。また、ここより、当時のロンドンにあった、知識人と急進的思想家たちのサークルに受け入れられる。
- 1789年、30歳のメアリは全力を尽くして激しい仕事をこなすと共に、困窮した父親の面倒を見、姉妹たち、兄弟たちのため、生活の手段や社会的地位の確立に惜しみない援助を行った。また彼女自身、亡くなった友人の遺児で、7歳になる子供の面倒を見ていた。

### フェミニズム思想
フランス革命に対し否定評価を与えたエドマンド・バークに対し、メアリは反論を書くが、それは多くの人を魅了した。メアリは更に多くの論説を記し、当時、「人間の権利（the Rights of Man）［註 ：「男性の権利」の意味を英語では含む］ 」についての多くの議論が成されていた。
- 1792年、『女性の権利の擁護』を執筆出版した。

随筆家ホレース・ウォルポールは彼女を、「ペティコートをはいたハイエナ」と呼ぶなど批判した。

### パリ、失意と自殺の試み
メアリ・ウルストンクラフトはスイス生まれでイギリスで活躍中のロマン主義の画家ヘンリー・フューズリ(Henry Fuseli; 元はドイツ語でヨーハン・ハインリヒ・フュースリー Johann Heinrich Füssli)に恋をするが、妻帯者であるフューズリへの思いを断ち切るためと、目下進行中のフランス革命の様子を観察するために、単身イギリスを去りフランスの首都パリへ渡る。
- 1793年、パリでアメリカ人ギルバート・イムレー(Gilbert Imlay)と恋に落ちて同棲生活を始めるが、自分が経済的に支えていた父親や多くの兄弟姉妹への負担を避けるため、敢えて結婚は選択せず。君主国家イギリスの女を攻撃しかねない革命主義者たちから身を守るため、パリではイムレー夫人(Mrs. Imlay)の名を自称。

2人の間に娘が生まれ、ファニー(Fanny)と名づける。イムレーはスウェーデンとノルウェーでの事業の代理者を求め、内縁の妻であるメアリがその役割を引き受けてパリを発つ。北欧でメアリが受け取ったイムレーの手紙はひどく冷淡なものであり、イムレーに見捨てられたことを覚る。
- 1795年10月、ロンドンに帰ったメアリは激しい雨が降る晩、ロンドン西郊パトニー橋(Putney Bridge)からテムズ川へと投身自殺を図るが救助される。

### 結婚そして死
- 1797年、メアリは結婚制度を否定することで知られた無政府主義の思想家ウィリアム・ゴドウィンの子を身ごもった。結婚制度を共に否定してきた二人だったが、生まれてくる子が私生児ゆえに社会や法的権利上で差別されることを恐れ、同年3月29日、ロンドンの教会で結婚式を挙げた。これまでの自分たちの主張を覆す「教会での挙式」を選んだため、二人は多くの友人を失った。同年8月30日、ロンドンで娘メアリ・ウルストンクラフト・ゴドウィンを生んだが、出産からわずか11日後の9月10日、38歳で産褥熱のため死亡した。なお、娘メアリ・ウルストンクラフト・ゴドウィンは、後にロマン派詩人パーシー・ビッシュ・シェリーと結婚し、メアリ・シェリーと名乗り、小説『フランケンシュタイン』の作者として名高い。

## 思想

### 人間の権利
メアリ・ウルストンクラフトの思想は、彼女が受け入れられ、或は友人として、また先達として彼女が交際した多くの知識人や進歩的思想家たちの影響にあったとも言える。
プライス博士との友情を通じて彼女が知り合った人々には、ジョーゼフ・プリースト、トマス・ペイン、ロマン派詩人であり、フランス革命の讃美者でもあったウィリアム・ワーズワース、サミュエル・テイラー・コールリッジ、ウィリアム・ブレーク、そして後に彼女が結婚することとなる、ウィリアム・ゴドウィン等がいた。
メアリの思想は、フランス革命を契機として表されたエドマンド・バークの文書に対する批判として形を取った。彼女は、『人間の権利の擁護』（A Vindication of the Rights of Men）を著し、機会の均等に基礎を置く社会のヴィジョンを提示した。
彼女が描いた社会では、悪弊に満ちた上層階級の特権は否定され、個人の才能こそが、成功の必須条件であるとされた。盟友トマス・ペインも、メアリに遅れること数ヶ月、同様の主張のもと著作を発表した。とはいえ、二人は、英国社会の秩序を紊乱する者として批判され、否定された。しかしメアリはこれに留まらず、かつて語られたことのない主題である、女性の権利に関する論説の執筆に全力を尽くすことを決意した。

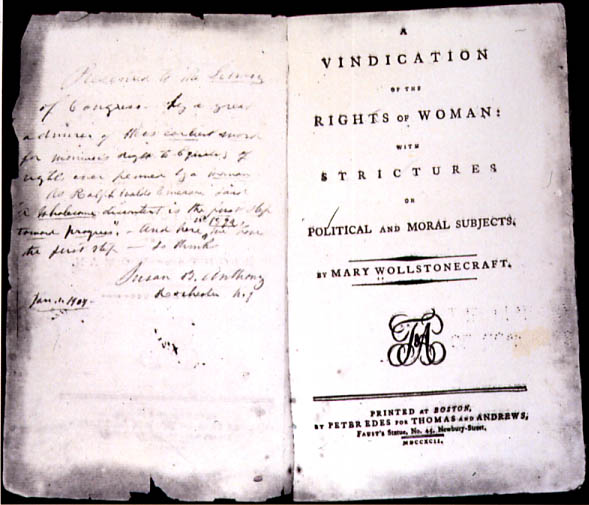
『女性の権利の擁護』 1792年

### 女性の権利
こうして、1792年に『女性の権利の擁護』が完成するが、それは部分的には、『エミール 』（1762年）において、少女に対する教育は、少年のそれとは別であり、少女を従属的で従順な者へと馴致する教育が望ましいとしたジャン・ジャック・ルソーに対する反論でもあった。彼女は、『人間の権利』で論じた機会の平等が、無条件で女性に対しても適用されることを主張した。この著書で、『女性は生まれながらにして男性に劣っているわけではない、教育の欠如が両性の格差を生んでいる。男女は共に理性的存在として扱われるべき』と、男女平等を世に宣言するという先駆的な業績を残した。
メアリ・ウルストンクラフトは、ユダヤ・キリスト教による文化伝統での、独立道徳主体を持たない女性、従順に夫に依存する女性の像に疑問を投げかけた。彼女は、人間における「不可譲の権利」（inalienable rights)）が、当然ながら、女性に対しても与えられるべきであることを主張し、男性による、社会的・政治的な女性価値判断における二重規準を断罪した。メアリ・ウルストンクラフトはその著書で述べる。
彼女は、すべての人は、男性、女性、子供に関係せず、独立精神に対する権利を持つことを、大胆に宣言した。女性が妥当な教育を受け、男性と同等な立場で労働する社会を描写した。男女の同権、機会の均等、教育を通じての女性の地位の向上、女性なる存在の社会的存在としての価値の称揚と道徳的責任主体の確立をウルストンクラフトは主張した。当時としては、あまりにも先進的な展望であり、主張であった。

## 代表著作一覧
- [1] Thoughts on the Education of Daughters: With Reflections on Female Conduct, In the More Important Duties of Life (1787)
- [2] A Vindication of the Rights of Men: With Strictures on Political and Moral Subjects (1790)
  - 『人間の権利の擁護／娘達の教育について』清水和子・後藤浩子・梅垣千尋訳、京都大学学術出版会、2020年 -［1］も訳す
- [3] A Vindication of the Rights of Woman: With Strictures on Political and Moral Subjects (1792.5)
  - 『女性の権利の擁護―政治および道徳問題の批判をこめて』白井堯子訳、未來社、1980年 ISBN 462450027X
- [4] An Historical and Moral View of the Origin and Progress of the French Revolution; and the Effect it Has Produced in Europe (1794)
- [5] Letters Written During A Short Residence in Sweden, Norway, and Denmark (1796)
  - 『ウルストンクラフトの北欧からの手紙』石幡直樹訳、法政大学出版局、2012年
  - 『北欧旅行記』堀出稔訳、金星堂、2018年
- [6] Maria, or the Wrongs of Woman (1798, Posthumous)
  - 『女性の虐待あるいはマライア』川津雅江訳、あぽろん社、1997年 ISBN 4870415410

## 日本語研究
- アイリーン・J. ヨー 編 『フェミニズムの古典と現代―甦るウルストンクラフト』 永井義雄・梅垣千尋訳、現代思潮新社 ISBN 4329004186
- フランシス シャーウッド 『紳士たちに挑んだ女―メアリー・ウルストンクラフトの生涯』 飯島宏訳、新潮社 ISBN 4105312014
- クレア・トマリン 『メアリ・ウルストンクラフトの生と死〈 1 〉』 小池和子訳、勁草書房 ISBN 4326651059
- クレア・トマリン 『メアリ・ウルストンクラフトの生と死〈 2 〉』 勁草書房 ISBN 4326651067
- 十返千鶴子 『世紀末ロンドンを翔んだ女－メアリ・ウォルストンクラフトを追う旅』 新潮社
- 安達みち代 『近代フェミニズムの誕生－メアリ・ウルストンクラフト』 世界思想社  ISBN 4790709485